# Противоспутниковое оружие
Противоспутниковое оружие — виды вооружений, предназначенные для уничтожения космических аппаратов, используемых в навигационных и разведывательных целях. Конструктивно (по размещению) делится на два основных вида:
- Спутники-перехватчики
- Баллистические ракеты, запускаемые с наземных установок, кораблей либо самолётов.

## История разработок

### Программы США

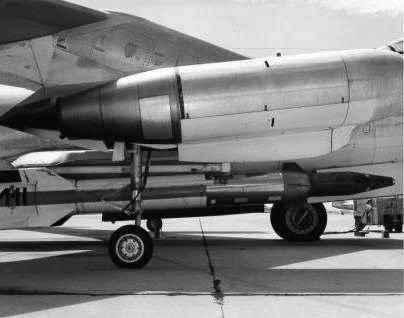
Bold Orion на B-47

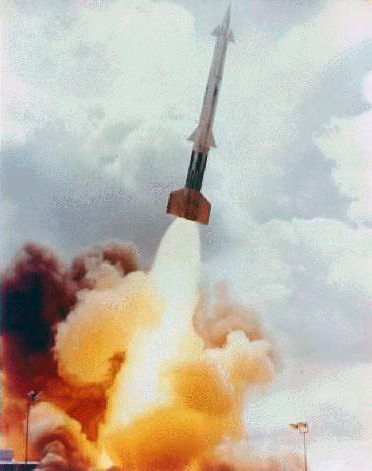
Запуск ракеты Nike Zeus

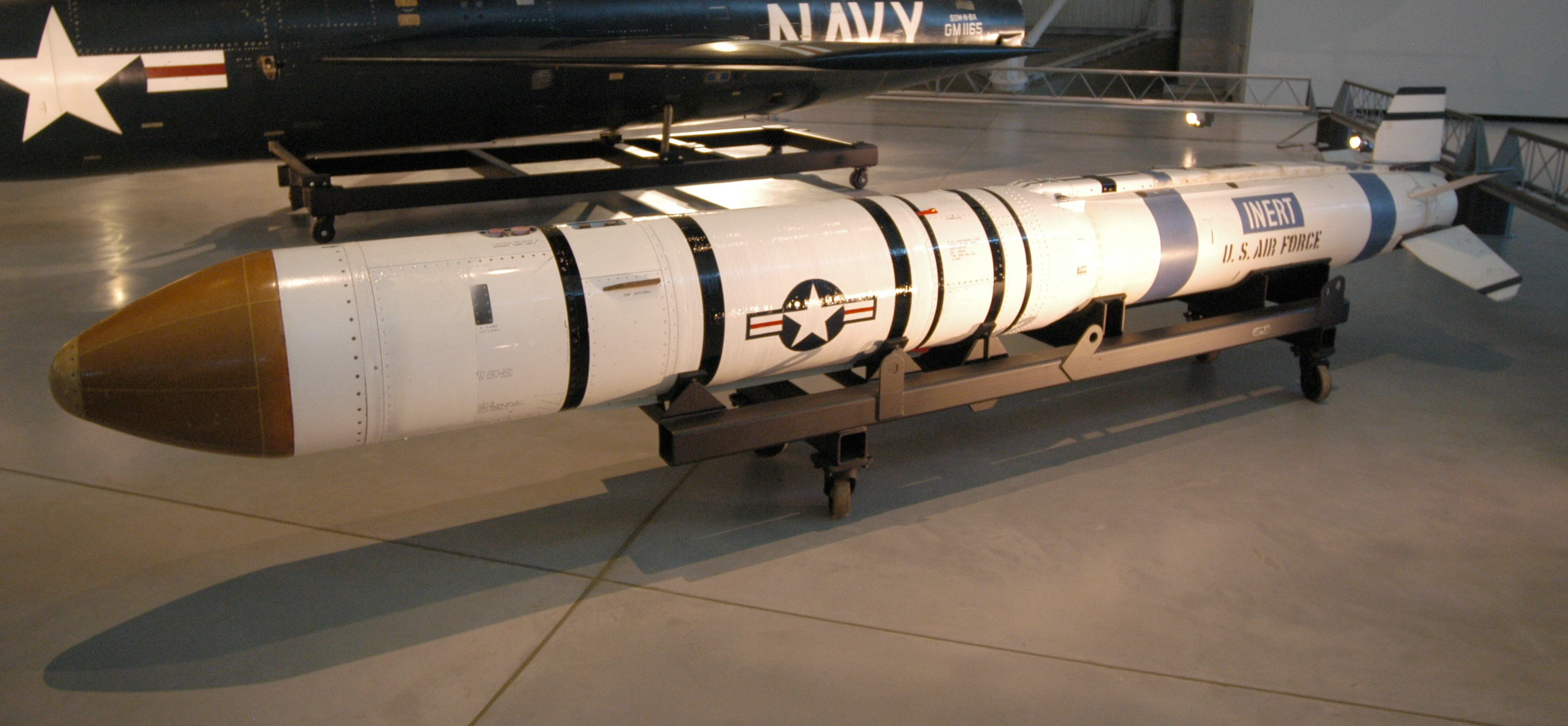
Противоспутниковая ракета ASM-135 ASAT

#### Первые проекты
Разработки противоспутникового оружия в США начались в конце 1950-х годов, когда ВВС США развернули ряд проектов по созданию специализированных баллистических ракет, предназначенных для поражения спутников (проект Weapon System WS-199A). В ходе работ по проекту фирма Martin представила баллистическую ракету Bold Orion, запускаемую с бомбардировщика B-47 Stratojet. С мая 1958 по октябрь 1959 было проведено 12 испытательных запусков, показавших неэффективность системы. В результате доработок (добавления дополнительной ступени Altair) была получена конфигурация противоспутниковой ракеты с возможностью поражения цели на удалении до 1700 км. Был произведен один запуск ракеты в таком варианте, имитировалось поражение спутника Explorer 6 на высоте 251 км. Во время полета ракета передавала телеметрию, сбрасывала сигнальные пиротехнические устройства для определения её трассы и отслеживалась наземным радаром. Ракета прошла на расстоянии 6,4 км от спутника-цели, что было признано приемлемым для поражения объекта в случае оснащения ракеты ядерной боеголовкой. Для ракеты с неядерной боевой частью требовалась несравненно большая точность.
Другой подобный проект, High Virgo компании Lockheed, предполагал запуск ракеты с борта бомбардировщика B-58 Hustler. Программа была закрыта после неудачного запуска. Вскоре была свернута и вся программа WS-199 — в пользу нового проекта AGM-48 Skybolt.

#### Первые системы на вооружении
Следующее поколение противоспутниковых баллистических ракет основывалось на применении мощных ядерных зарядов. Серия высотных и космических ядерных испытаний, проведенных в США в 1960-х (например, испытания Starfish Prime, DOMINIC I), приведшие к повреждению нескольких спутников электромагнитным импульсом и образованию временного радиационного пояса, показали достаточную эффективность ядерных зарядов для поражения космических аппаратов. Но значение собственных спутников связи и наблюдения существенно возросло, потому возникли понятные опасения о последствиях такого применения.
В 1962 году, армия США разработала комплекс противоракетной обороны LIM-49 Nike Zeus с ядерными боевыми частями, которая могла использоваться и против спутников. Опытная система развернута с 1964 по 1967 годах на атолле Кваджалейн. Противоракета LIM-49 Nike Zeus имела ограниченный радиус действия (не более 320 км), а в 1966 году проект закрыт в пользу системы ВВС США — Program 437 ASAT на основе ракет Thor. Система действовала до 6 марта 1975 года.
Две ракеты Thor программы 437 были развернуты на острове Джонстона (Johnston Island), ещё две имелись в резерве на авиабазе Ванденберг. Ракеты могли перехватывать спутники на орбитах высотой до 700 км или на удалении до 1800 км. Окно запуска составляло менее секунды. Ракеты были оснащены ядерной боеголовкой Mark 49 мощностью 1 мегатонна с радиусом поражения до 8 км. Эффективность системы с точки зрения возможностей перехвата, оперативности развертывания, и пр. была признана низкой, программа не получила развития и хотя достаточно долго состояла на вооружении, но была закрыта в 1975 году.
В начале 1960-х ВМС США разрабатывались противоспутниковые ракеты, запускаемые с палубных самолетов — NOTS-EV-1 Pilot и NOTS-EV-2 Caleb — но разработки завершились неудачами. В конце 1970-х, ВМС США, обеспокоенные разработкой в СССР орбитальных систем, начали разработку противоспутникового оружия на основе БРПЛ UGM-73 Poseidon C-3. Пилотируемый аппарат конической формы Space Cruiser должен был осуществлять инспекцию советских спутников и, в случае начала конфликта, уничтожать их, после чего приводняться рядом с американскими кораблями. Проект не завершён.

#### Стратегическая оборонная инициатива
C 1982 г., когда стало известно о существовании у СССР эффективного противоспутникового оружия (спутников-перехватчиков ИС), в США была начата программа разработки высокомобильной противоспутниковой ракеты нового поколения. Она была разработана компанией Vought на основе ракеты AGM-69 SRAM со ступенью Altair и получила обозначение ASM-135 ASAT. Эта двухступенчатая твердотопливная ракета запускалась с борта истребителя F-15; метод наведения — инерциальный; отделяемая боевая часть массой 13,6 кг, имеющая инфракрасную головку наведения (с охлаждением жидким гелием), не оснащалась взрывчатым веществом и поражала цель прямым попаданием. Для коррекций на траектории сближения с целью на боевой части были расположены несколько групп твердотопливных двигателей общим числом 64. Всего было изготовлено 15 ракет. Первый пуск проведен в январе 1984 года. 
13 сентября 1985 года выполнен первый (и единственный) боевой пуск этой системы. Истребитель F-15, взлетевший с авиабазы Эдвардс (Edwards Air Force Base), поднялся на высоту 24,384 м и произвел вертикальный пуск ракеты по спутнику-мишени: мишенью был американский научный астрофизический спутник Solwind P78-1, массой 907 кг, запущенный в 1979 году и выведенный из эксплуатации. Ракета поразила цель на высоте 555 км, встречная скорость соударения составила более чем 24 тысячи километров в час. Пилот истребителя Уилберт Пирсон (Wilbert D. «Doug» Pearson) стал, таким образом, первым летчиком, сбившим космический аппарат. С учетом этого пуска, было проведено пять испытаний ракеты ASM-135 ASAT (1 ракета без головной части, 3 испытания с использованием звезды в качестве имитатора цели). Несмотря на очевидный успех, в 1988 году программа была закрыта.

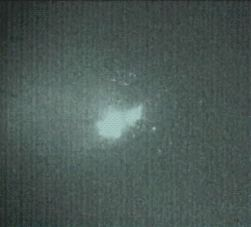
Перехват спутника USA-193 ракетой SM-3.

#### Современность
США располагают широким арсеналом противоспутникового оружия и средств поражения космических аппаратов, разработанных в рамках программы Национальной Противоракетной Обороны. Наибольшим потенциалом обладает комплекс наземного базирования GBMD, способный (потенциально) поражать своими ракетами орбитальную цель на высоте до нескольких сотен километров. Тяжелая противоракета в состоянии разогнать аппарат-перехватчик до орбитальной скорости, что позволяет ему поразить цель в любой точке орбиты, где обеспечивается выработка огневого решения: при использовании мобильных РЛС, система потенциально может перехватить спутник над любой точкой Земли.
Значительным противоспутниковым потенциалом также обладает противоракетная система морского базирования Aegis Ballistic Missile Defense System, разработанная на основе БИУС Aegis. Система в состоянии поражать при помощи корабельных противоракет SM-3, орбитальные объекты на высоте до 250 километров (хотя из-за недостаточной скорости перехватчика, радиус действия системы ограничен). 21 февраля 2008 года, с помощью противоракеты SM-3 был успешно уничтожен спутник USA-193.
Потенциально, для уничтожения спутников на низких орбитах может быть также использован мобильный комплекс тактической ПРО THAAD.
Пока не известно о разработке США противоспутниковых систем космического базирования, однако высказывались предположения, что космолёт Boeing X-37 может быть потенциально использован для размещения противоспутникового оружия. Габариты грузового отсека аппарата допускают размещение в нём одного 64-килограммового кинетического перехватчика EKV (разработанного для противоракет программы GBMD) или нескольких легких перехватчиков LEAP (разработанных для противоракет SM-3). Пока нет подтверждений подобным планам использования.
На вооружении США состоит система противоракетной обороны корабельного базирования Aegis. Ракета RIM-161 Standard Missile 3 (SM-3), входящая в её состав, имеет возможность поражать спутники, что было продемонстрировано на практике 21 февраля 2008 года, когда ракета SM-3 успешно поразила американский военный спутник USA-193, вышедший на нерасчётную низкую орбиту.

### Программы СССР и Российской Федерации
В СССР в качестве противоспутникового оружия была выбрана концепция спутника-перехватчика. Аппарат, находящийся на орбите, совершал орбитальный манёвр сближения со спутником-целью и поражал её подрывом боеголовки со шрапнельными поражающими элементами. В 1979 году эта система противокосмической обороны (программа «истребитель спутников») была поставлена на боевое дежурство. До рассекречивания и передачи в печать информации о советской противоспутниковой системе, считалось, что США имели приоритет в разработке противоспутникового вооружения. 

Затем вступил в силу мораторий на его испытания, в связи с опасностью загрязнения орбиты огромным количеством мусора, угрожающим любым космическим аппаратам.
В 1980-х годах в СССР также проводилась программа разработки противоспутниковой ракеты, запускаемой с борта перехватчика МиГ-31, также имеются отрывочные сведения по системе ПРО и ПКО «Наряд-В», под которую в 1980-х годах на базе МБР УР-100Н УТТХ (15А35) начала разрабатываться ракета-носитель спутников-штурмовиков «Рокот». 
В связи с распадом СССР, среди прочих причин, программа была прекращена.
15 ноября 2021 года Министерство обороны РФ сообщило об успешном испытании противоспутникового оружия, в результате чего был уничтожен не функционировавший космический аппарат «Космос-1408» (типа «Целина-Д»), выведенный на орбиту в 1982 году. По сообщению НАСА, при этом была применена российская противоспутниковая ракета «Нудоль» (А-235), которая была запущена, скорее всего, с космодрома Плесецк. 
В связи с этим официальный представитель Госдеп США заявил, что после этого испытания на орбите Земли образовались обломки, представлявшие опасность для Международной космической станции (МКС); российское министерство обороны подтвердило факт успешного испытания противоспутникового оружия, но опровергло наличие угрозы для МКС.

### Китай

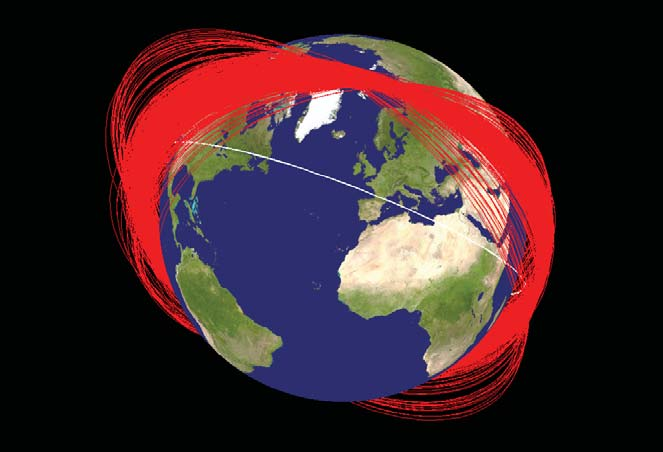
Распределение орбит фрагментов китайского спутника Fengyun-1C, спустя месяц после перехвата.

11 января 2007 года Китай провёл успешное испытание собственного противоспутникового оружия: метеоспутник FY-1C серии Fengyun, находящийся на полярной орбите высотой 865 км, был поражён прямым попаданием противоспутниковой ракеты. Ракета была запущена с мобильной пусковой установки на космодроме Сичан и перехватила спутник на встречном курсе. В результате разрушения спутника и перехватчика образовалось облако обломков: системы наземного слежения зарегистрировали, как минимум, 2317 фрагментов космического мусора размером от нескольких сантиметров и более.
СМИ США сообщили, что Китай провёл испытания трёх небольших спутников, запущенных 20 июля 2013 года. Предполагается, что эти спутники являются частью секретной программы разработки противоспутниковой системы: один из них был оснащён манипулятором, и во время полёта изменил орбиту на 150 км, сблизившись с другим на небольшое расстояние. Манипулятор может использоваться для захватывания или сбивания других спутников..
По данным 30 октября 2015 г. было проведено успешное испытание противоспутниковой ракеты Dong Neng-3, запущенной с (военной базы) Korla Missile Test Complex. Это третья противоспутниковая ракета, разработанная в КНР.

### Индия
В телевизионном интервью руководитель Организации оборонных исследований и разработок Рупеш заявил, что Индия обладает технологией, позволяющей уничтожать спутники на орбите. 10 февраля 2010 г. доктор В. К. Сарасват (советник министра обороны по науке) заявил, что его страна обладает всеми составными частями, необходимыми для уничтожения вражеских спутников как на низких околоземных орбитах, так и на полярных орбитах.
26 марта 2019 года Индия успешно сбила находящийся на низкой околоземной орбите (на высоте 300 километров) космический аппарат, став, таким образом, четвертой страной в мире, обладающей противоспутниковым оружием.
После этого испытания на околоземной орбите появилось около 400 фрагментов космического мусора.

### Израиль

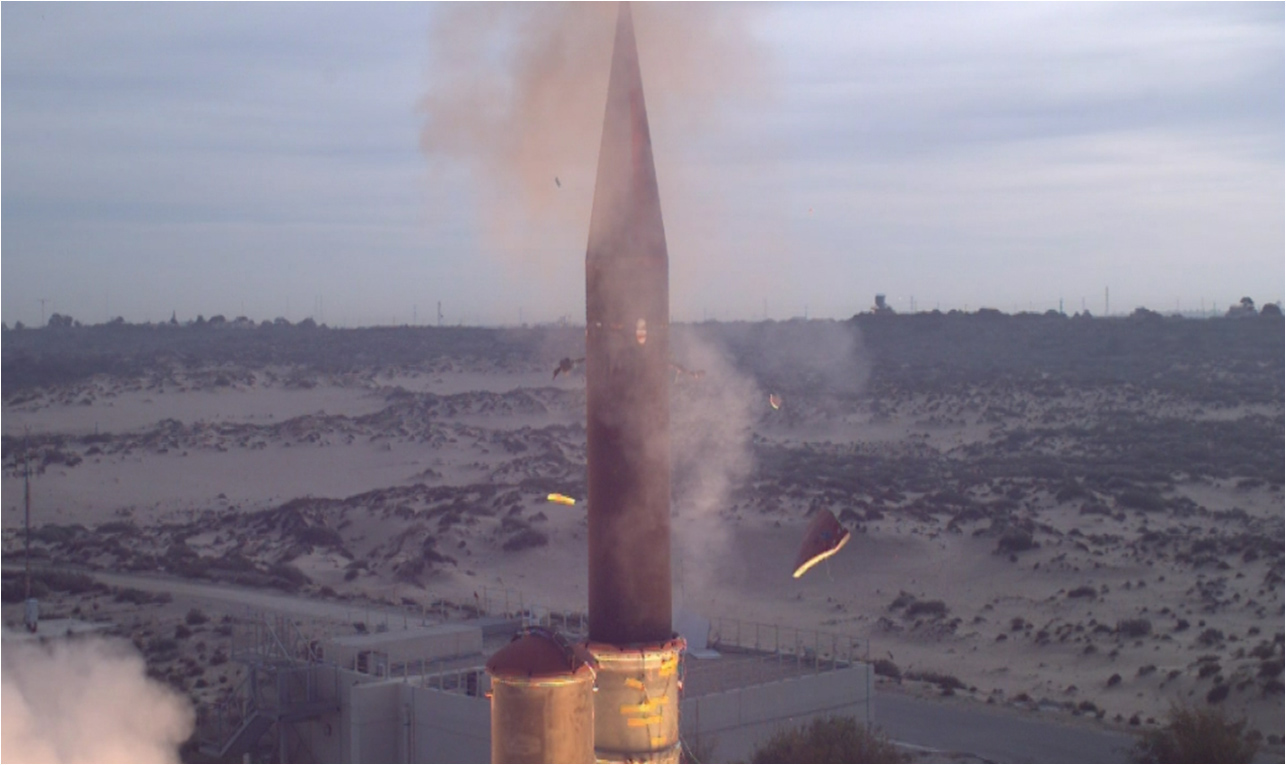
Хец-3, запуск в феврале 2013 г.

На вооружении Израиля состоит ракета «Хец-3» (Arrow-3, «Стрела-3»), разработанная совместно с США. Эта двухступенчатая ракета может использоваться как для перехвата баллистических ракет, так и для уничтожения спутников за пределами атмосферы. Ракета начала разрабатываться в 2011 г., поступила на вооружение в 2017 г.
В 2019 г. Израиль вошел в клуб стран, обладающих технологией заатмосферного перехвата баллистических целей: на американском полигоне на острове Кадьяк (Аляска) был успешно испытан комплекс «Хец-3» — противоракета осуществила заатмосферный кинетический перехват.